# Jardins de Walter Benjamin

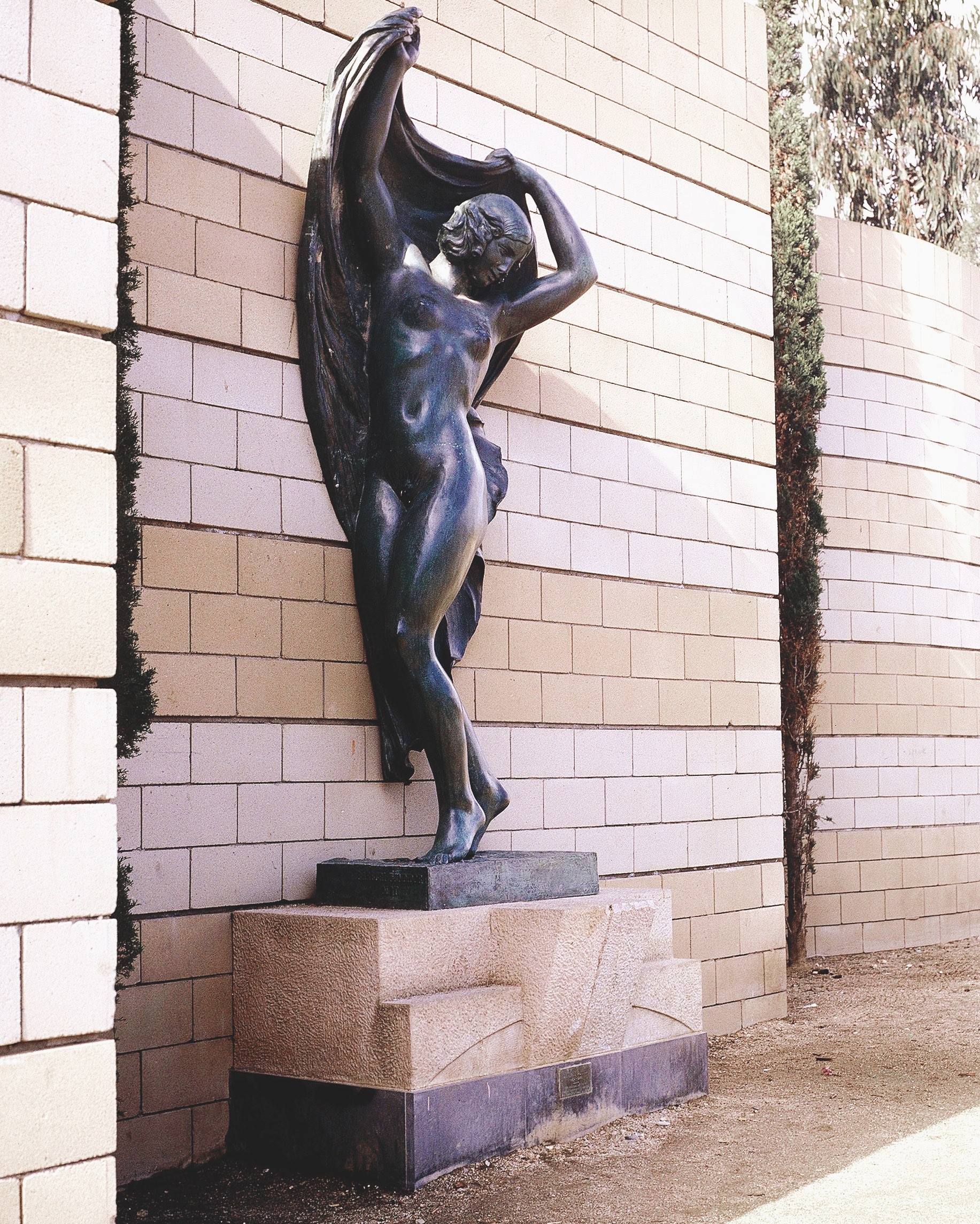
Garten von Walter Benjamin von D.Navas, N. Solé, I. Jansana

Die Jardins de Walter Benjamin sind eine kleine Gartenanlage in Barcelona in Spanien. Sie befinden sich im Stadtteil Poble Sec, unweit vom Plaça de la Carbonera. Die Jardins de Walter Benjamin sind nach dem jüdischen Literaturkritiker und Philosophen Walter Benjamin benannt. Die Gartenanlage wurde Benjamin gewidmet, da dieser im September 1940 auf der Flucht vor der Gestapo in Portbou, einem kleinen Küstenort in Katalonien, Selbstmord begangen hatte.
Kennzeichnend für die Walter Benjamin Gärten sind vor allem die mit Graffiti bunt gestalteten Wände entlang der Gartenanlage.

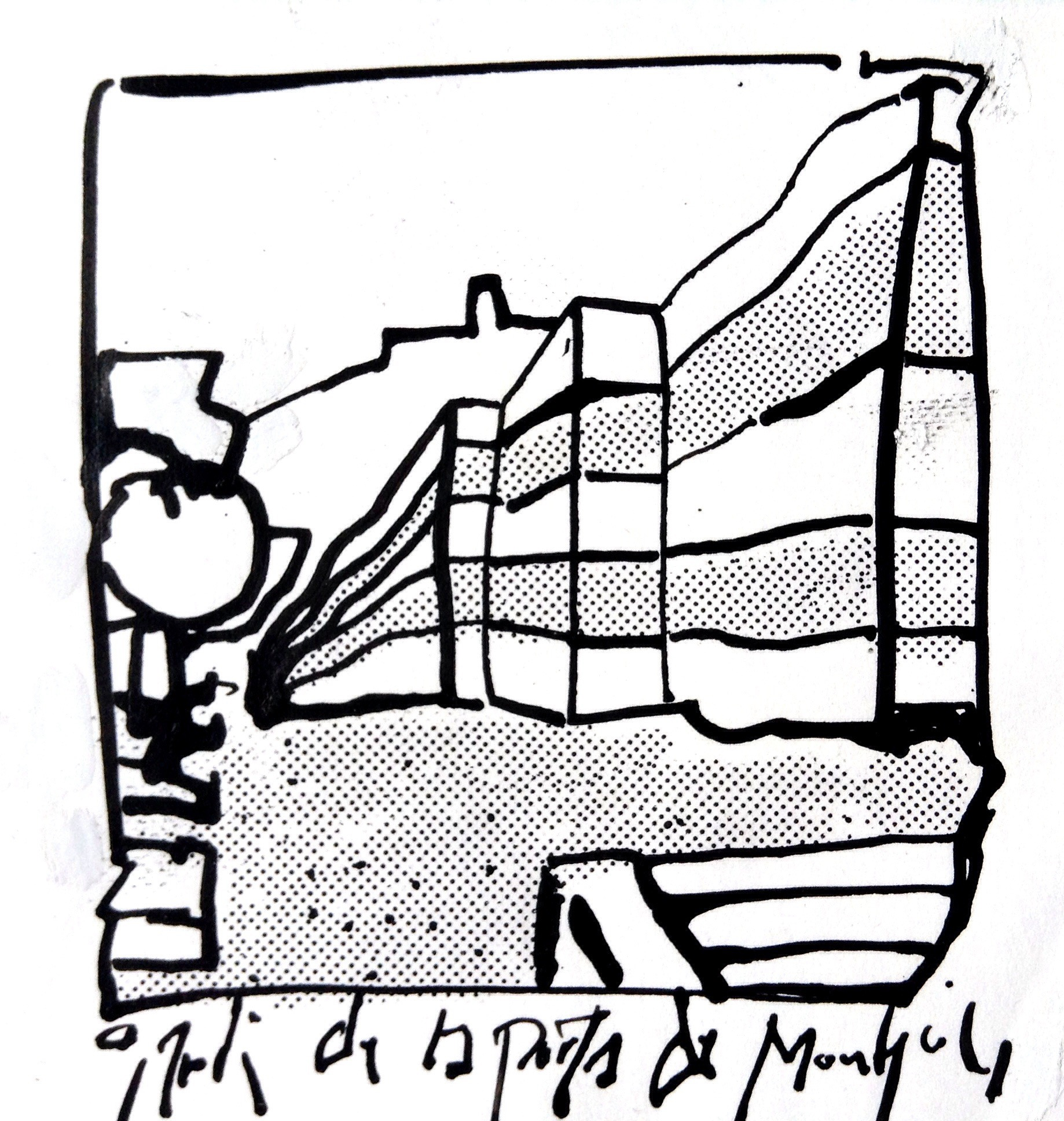
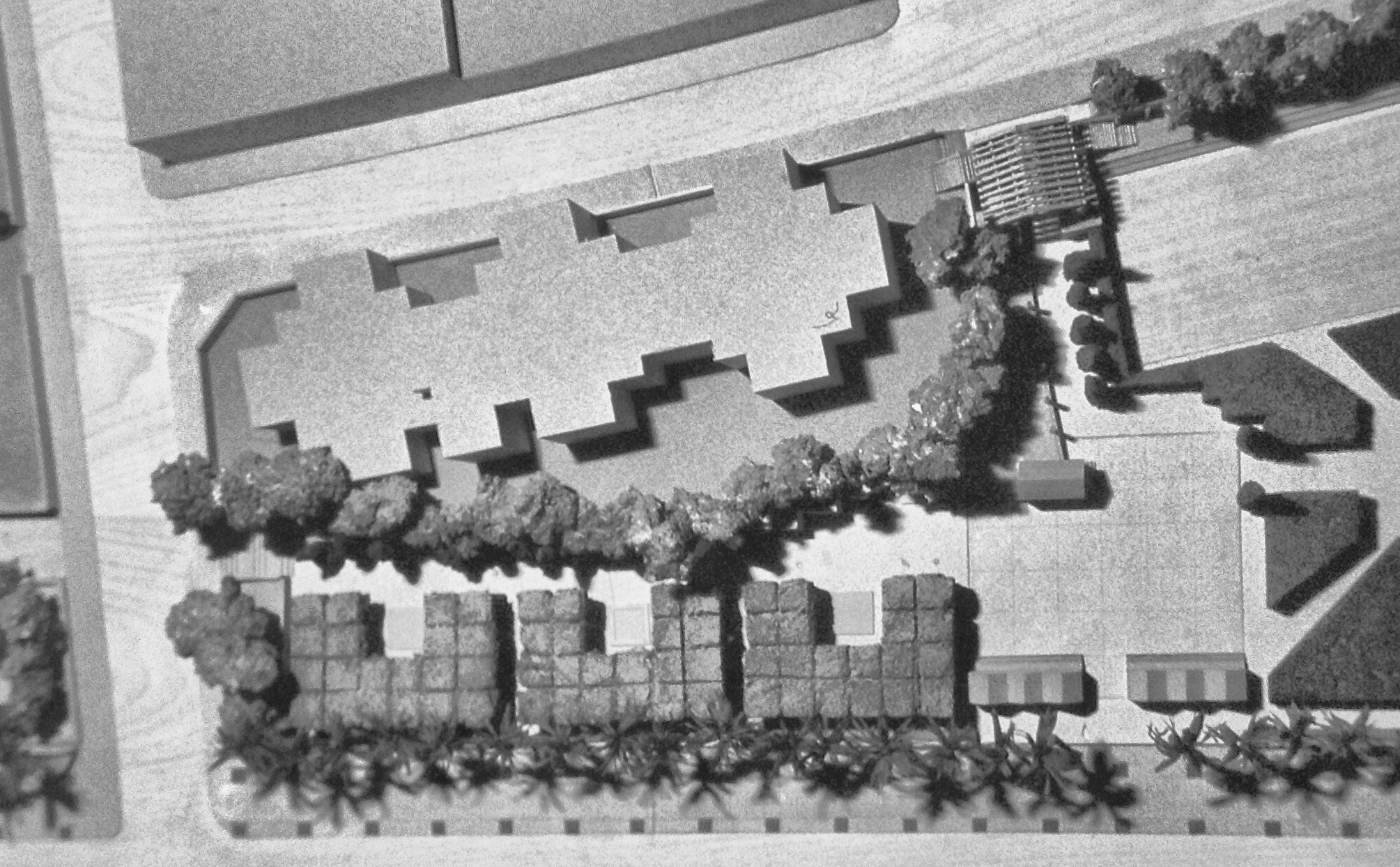
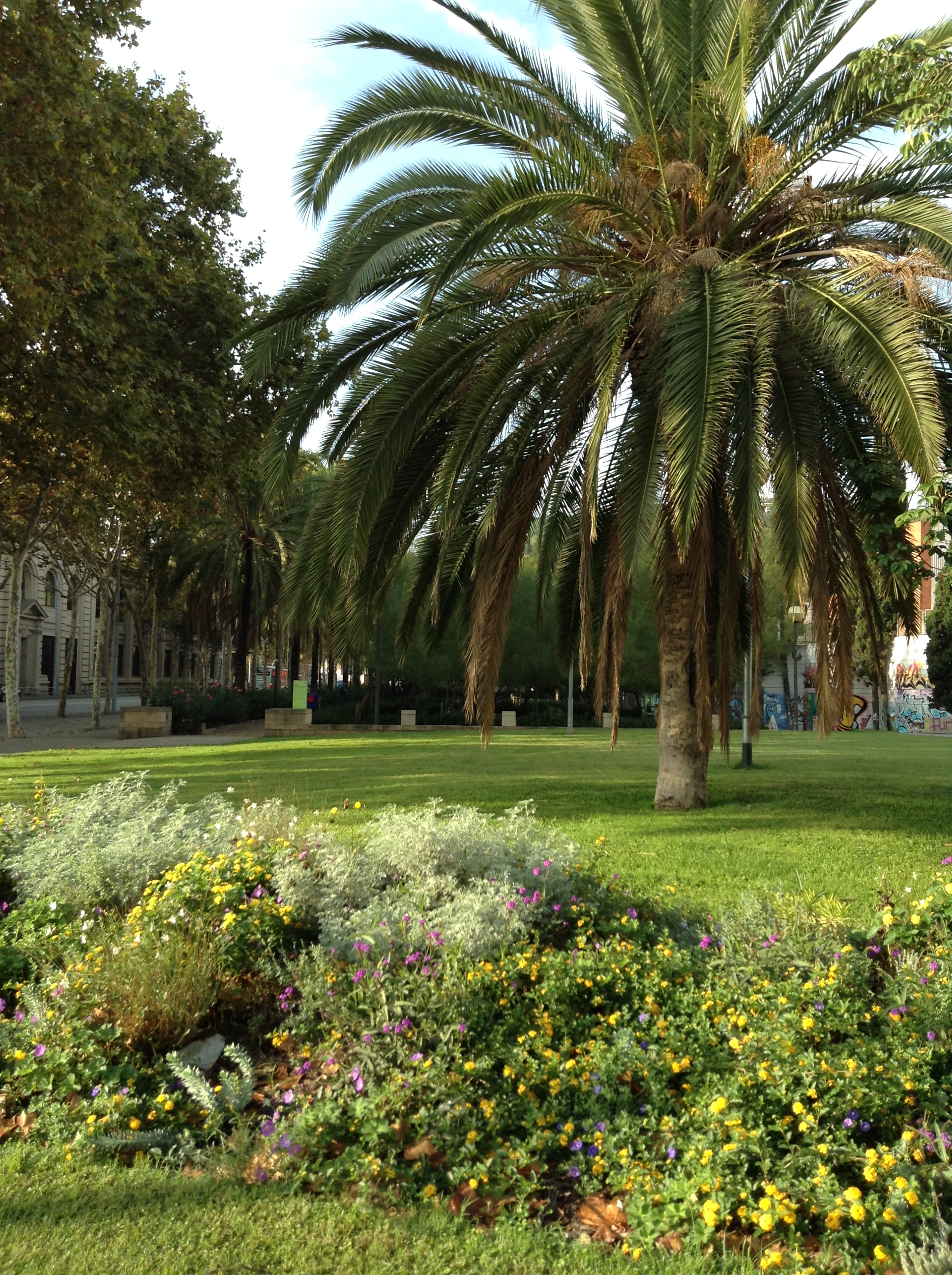
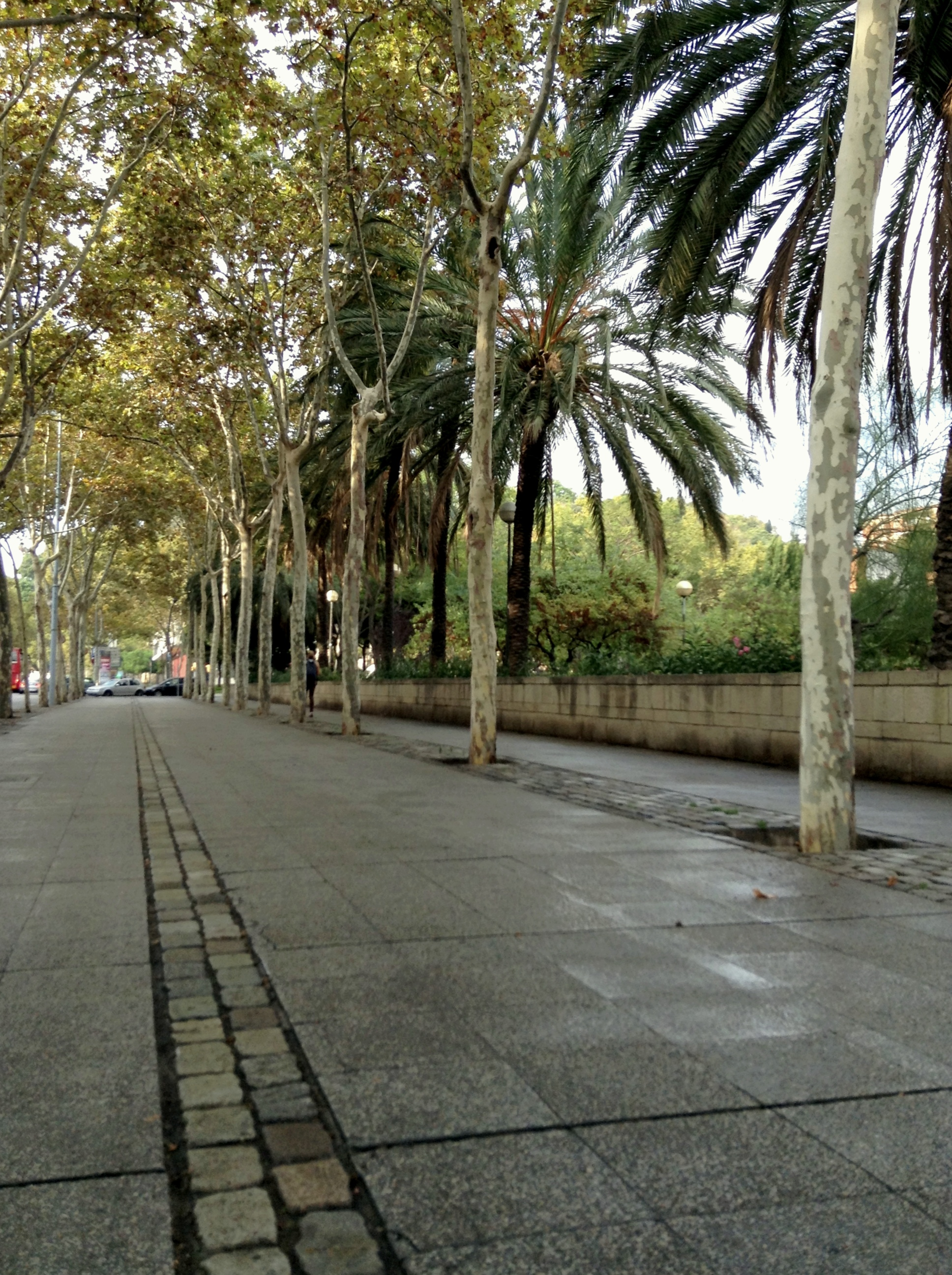
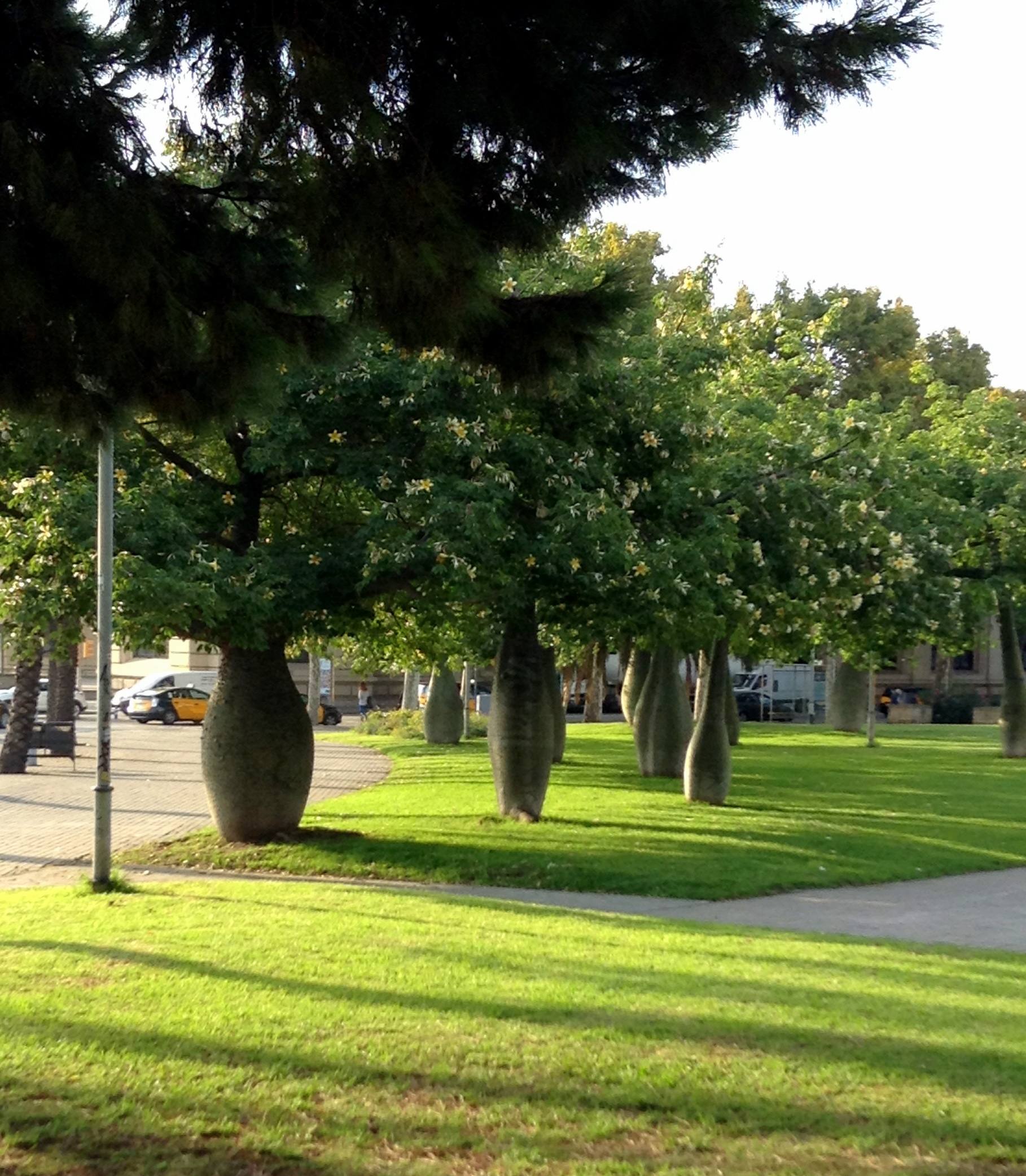
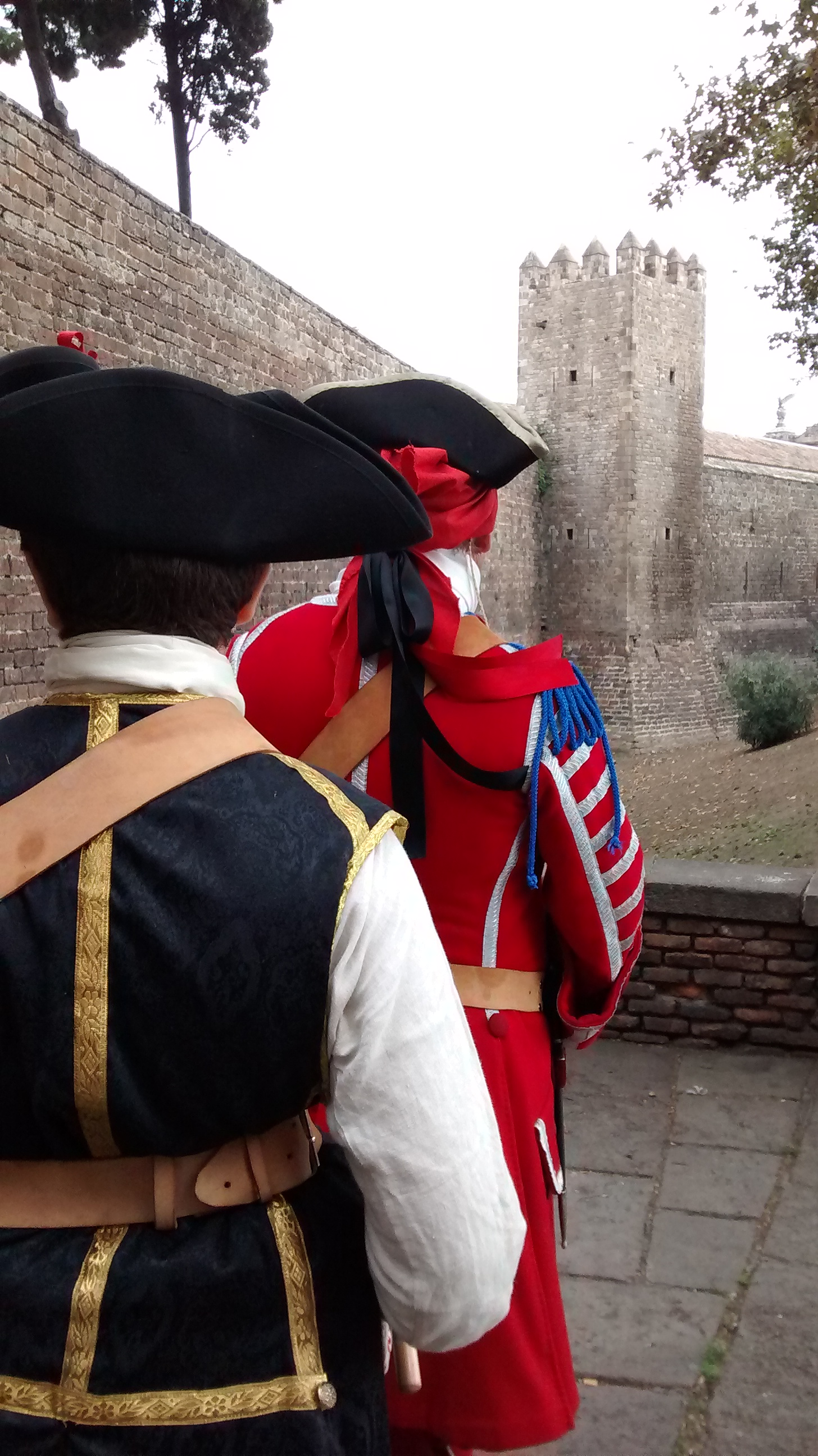
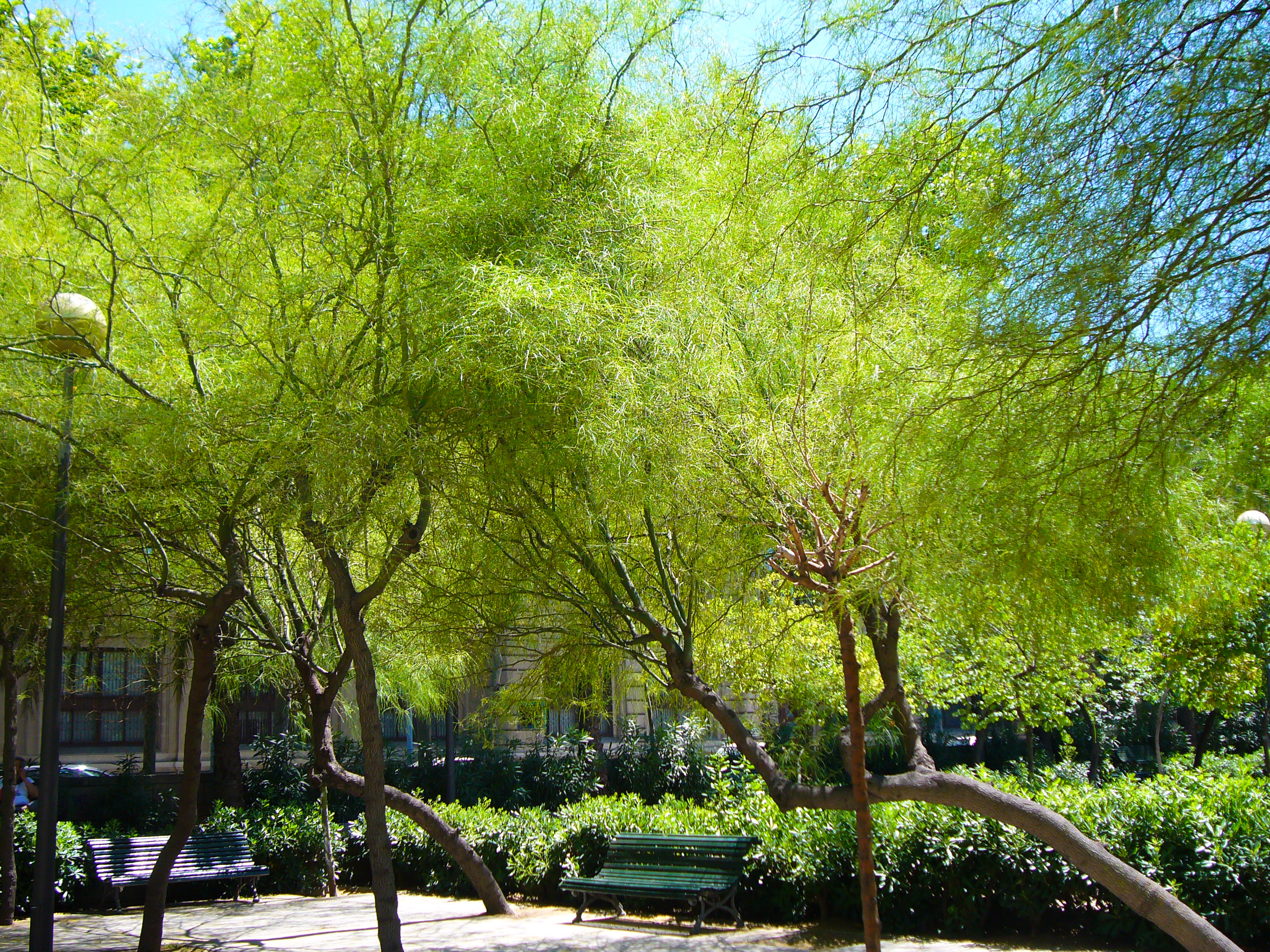
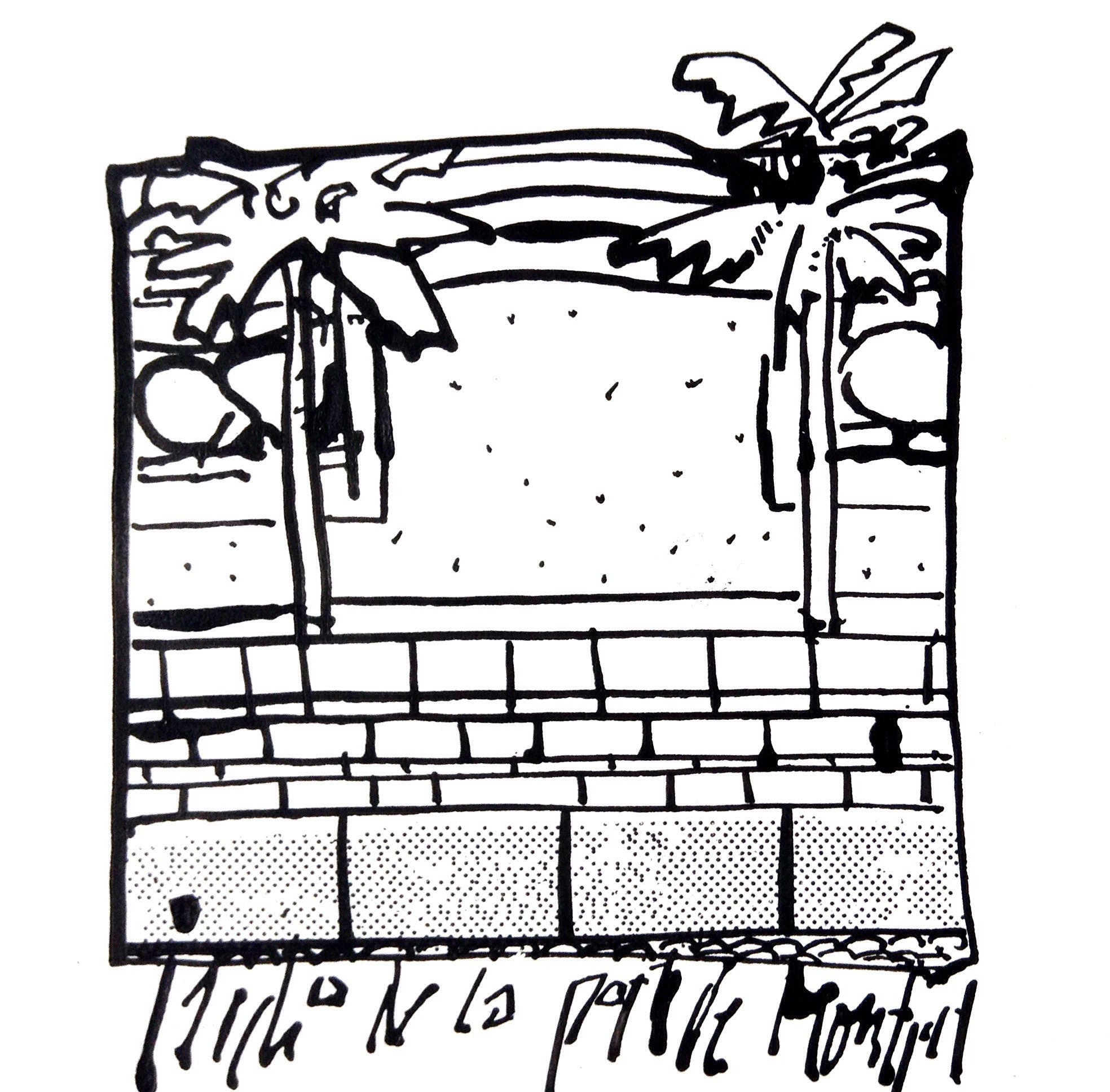

Koordinaten: 41° 22′ 23,9″ N, 2° 10′ 30,9″ O